# اقنوم

اقنوم.

در مسیحیت سه‌گانه‌باور، که می‌گوید خدای واحد، خود را در سه شخصیت ـ پدر، پسر و روح القدس ـ آشکار کرد، به هریک از سه کالبد، یعنی پدر یا پسر یا روح‌القدس (روان پاک)، اصطلاحاً اُقنوم یا «ثالث ثلاثه» (سومی از سه تا) گفته می‌شود.
در این متون از اقانیم ثلاثه صحبت می‌شود و باورمندان به این سه اقنوم را «سه‌خوان» می‌نامند.
لفظ اُقنوم که در آموزهٔ سه‌گانه‌باوری فراوان به کار می‌رود واژه‌ای سُریانی و به معنای شخص یا اصل است.